# Смит-стрит — Девятая улица (линия Калвер, Ай-эн-ди)
|   |     |     |     |     |   |
| · | · л | · э | · э | · л | · |

|   |     |     |     |     |   |
| · | · л | · э | · э | · л | · |

«Смит-стрит — Девятая улица» (англ. Smith–Ninth Streets) — станция Нью-Йоркского метрополитена, расположенная на линии Калвер, Ай-эн-ди. Станция находится в Бруклине, в округе Гованус, на пересечении 9-й улицы со Смит-стрит. На станции останавливаются маршруты F (круглосуточно) и G (круглосуточно). Станцию проходит без остановки маршрут <F> (в часы пик в пиковом направлении).
Станция эстакадная, расположена на четырёхпутном участке линии и представлена двумя боковыми платформами, обслуживающими только локальные пути. Неиспользующиеся с 1976 года центральные пути платформой не снабжены. На станции есть мозаики с её названием. Бетонные стены сооружены во всю длину платформ.
Станция находится на эстакаде высотой 26,7 метров и, на протяжении 83 лет с момента открытия в 1939 году, она являлась самой высокой станцией метро в мире, уступив в 2022 году это звание станции Хуалунцяо Чунцинского метрополитена. Необычная высота станции объясняется её месторасположением. В этом месте линия проходит над каналом Гованус, по которому ходили суда с высокими мачтами. Навигация по каналу на данный момент не осуществляется. К западу линия поворачивает на север и уходит в тоннель — следующая станция (Carroll Street) уже подземная. Эта станция и соседняя Fourth Avenue являются единственными двумя эстакадными станциями, построенными компанией IND. Все остальные станции IND либо подземные, либо построены первоначально другими компаниями.
Вестибюль станции, где расположены турникеты, находится на уровне земли на Смит-стрит между 9-й и 10-й улицами. Оттуда к платформам осуществляют доступ эскалаторы — по три к каждой платформе.
В 2007 году управляющая компания МТА объявила о реконструкции эстакады на 9-й улице. Это вызвало значительные перебои в работе станции. 18 января 2011 года в связи с полным закрытием северной платформы (на Манхэттен) и соответствующего пути поезда этого направления были вынуждены следовать по экспресс-пути, где была возведена временная платформа. 20 июня 2011 года станция была закрыта на ремонт полностью, открыта 26 апреля 2013 года. Реконструкция линии была  завершена в начале апреля 2012 года.

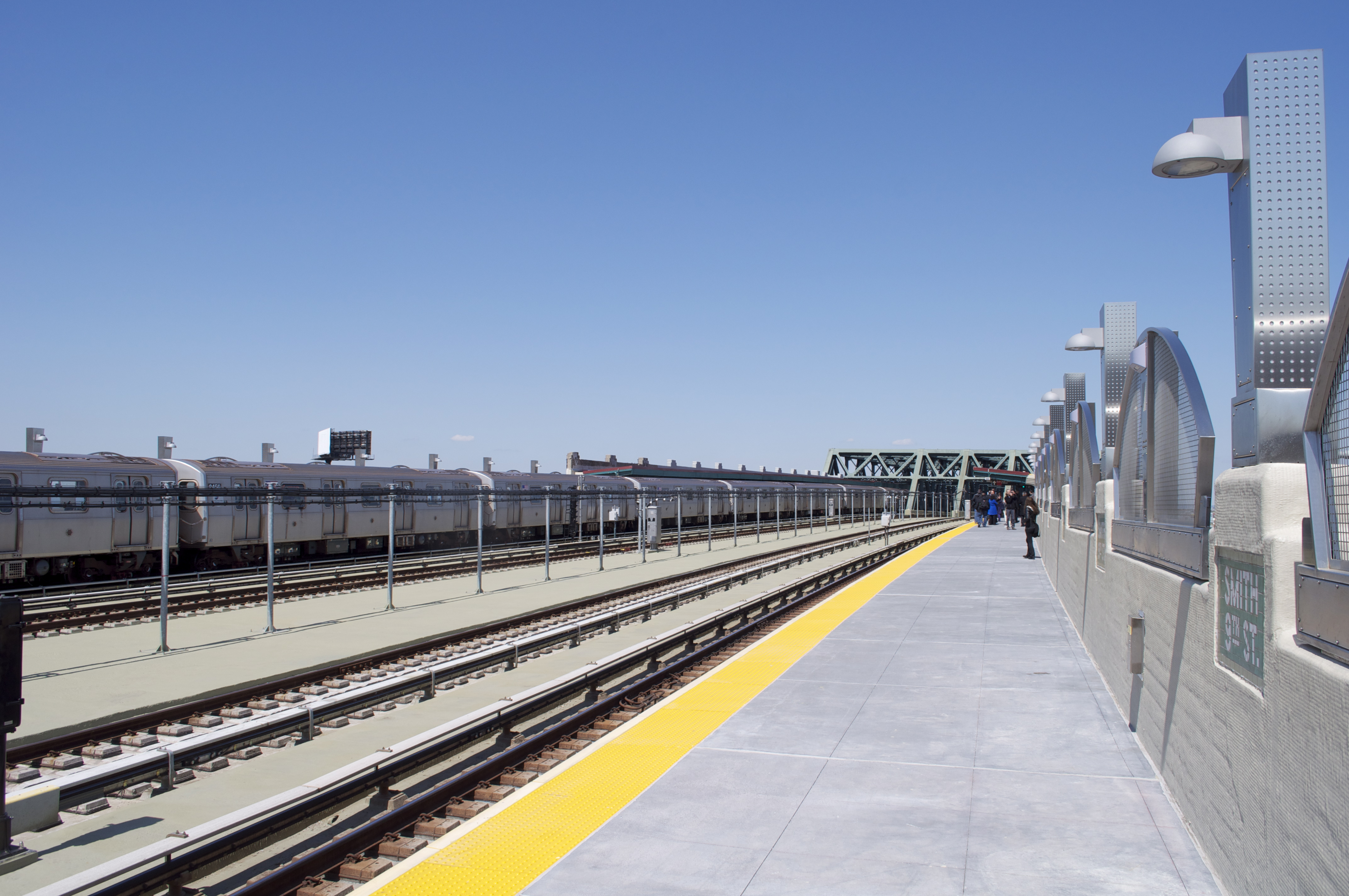
Платформа северного направления после реконструкции
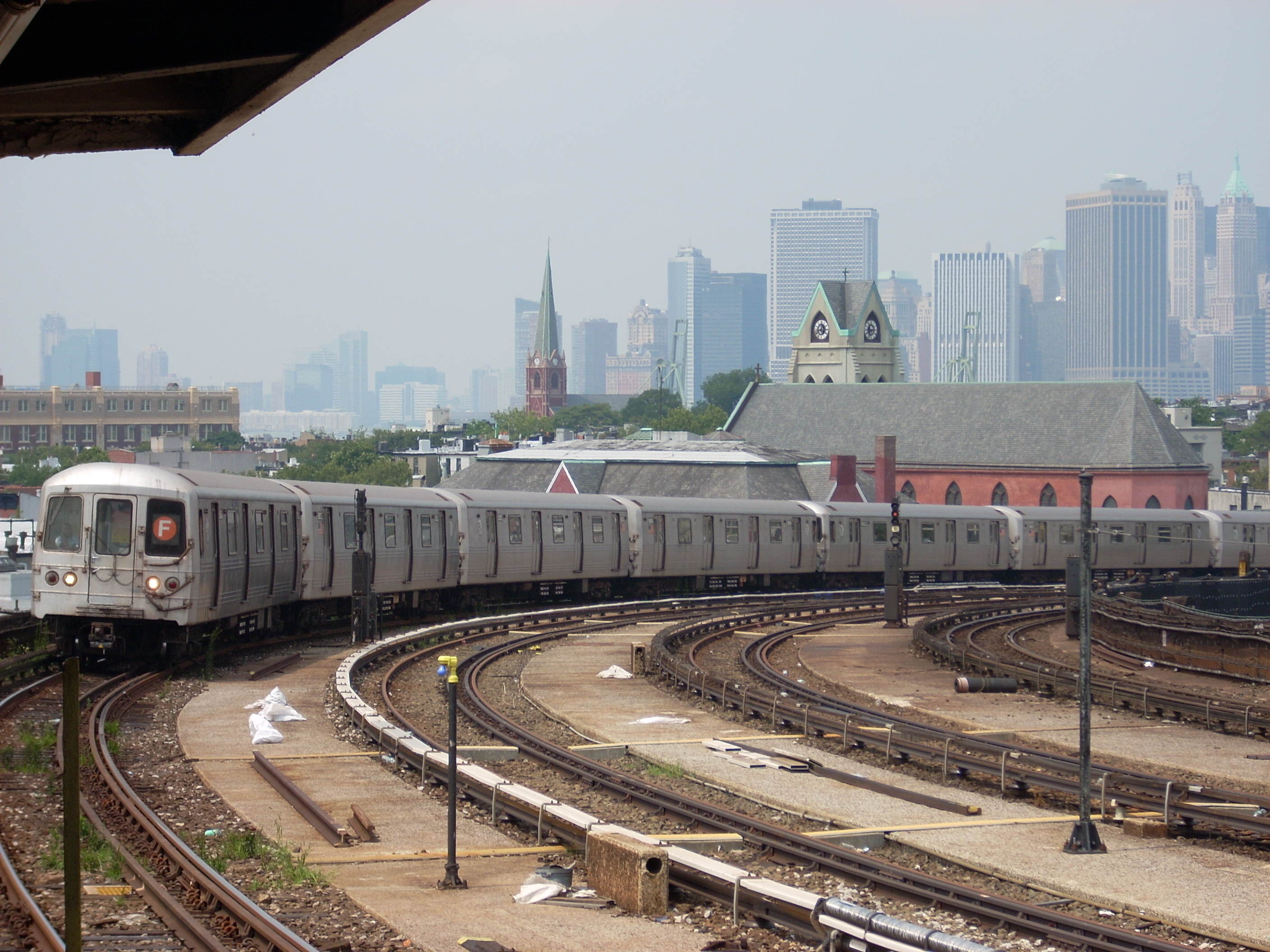
Поезд F прибывает на станцию
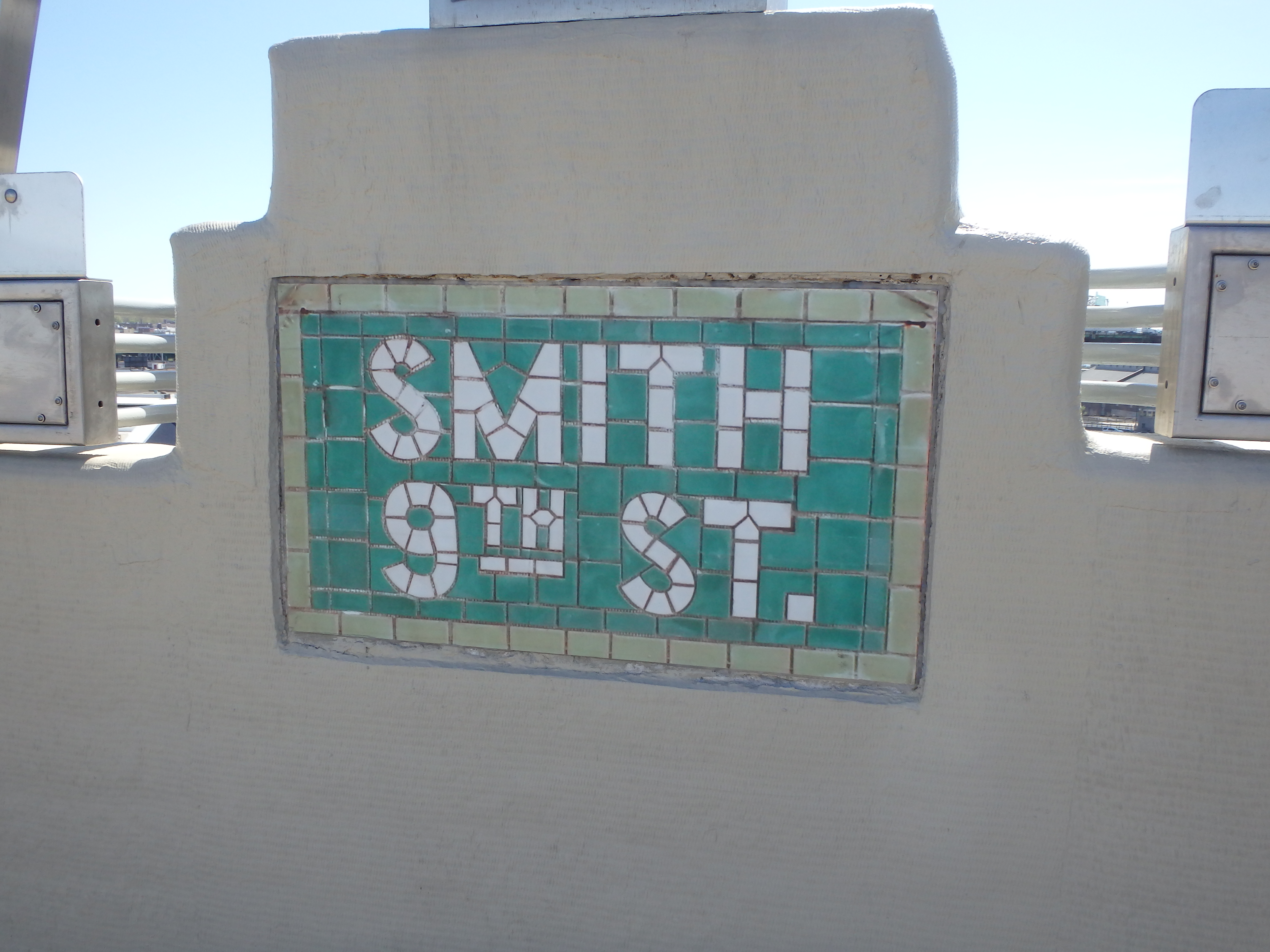
Мозаика с названием станции
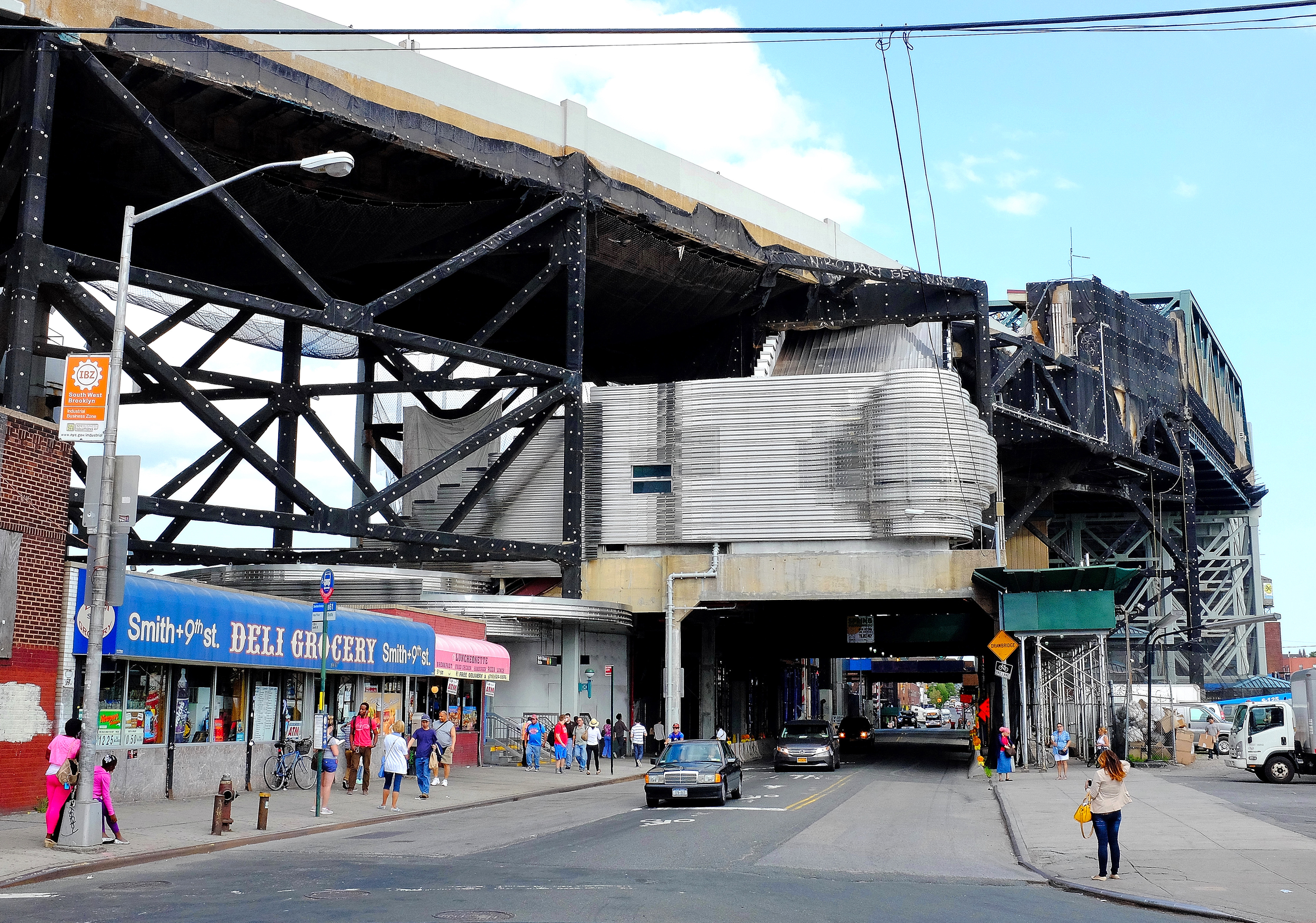
Новый вход
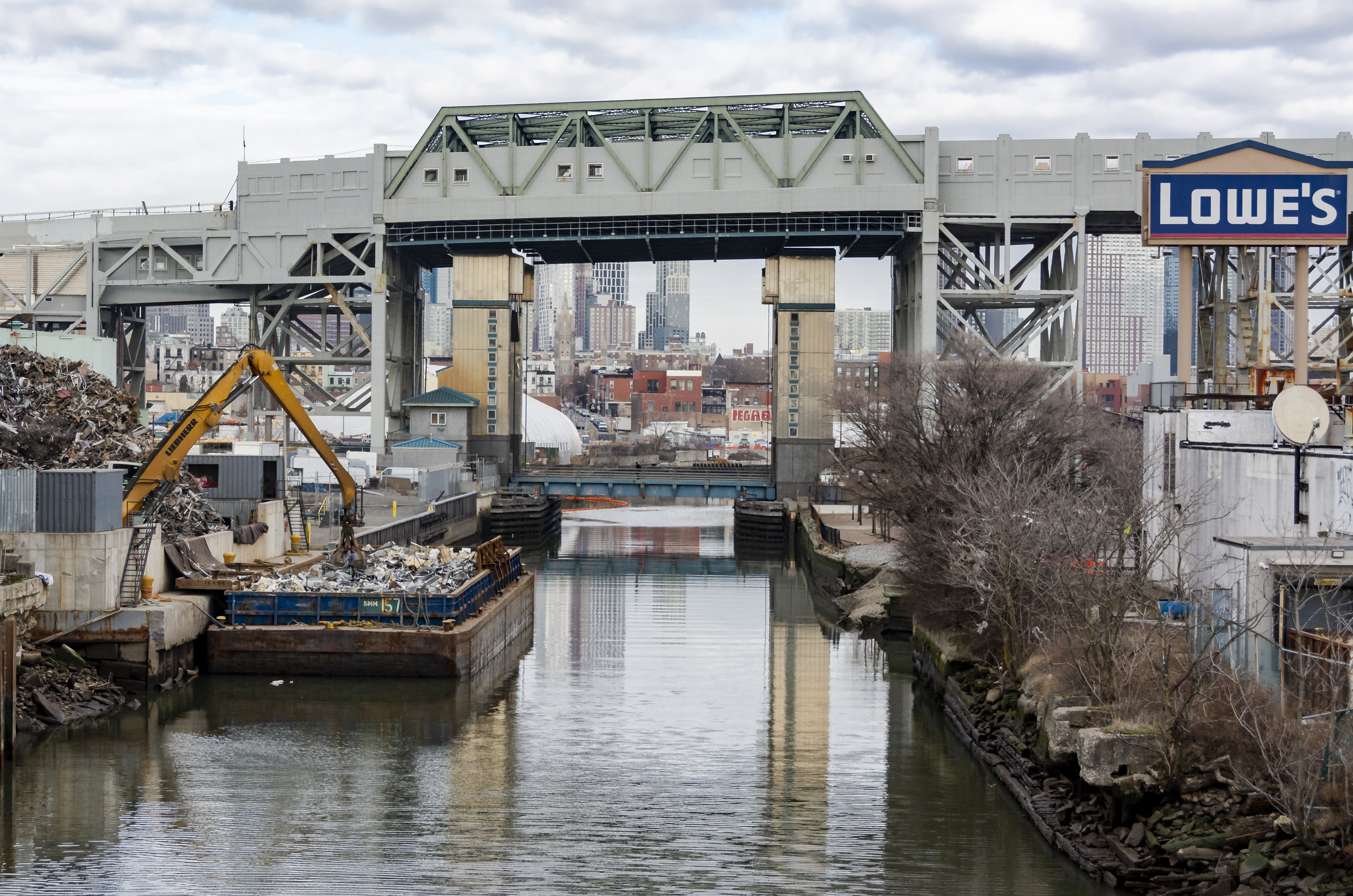
Вид станции с воды